# Nemognatha angusta
Nemognatha angusta är en skalbaggsart som beskrevs av Enns 1956. Nemognatha angusta ingår i släktet Nemognatha och familjen oljebaggar. Inga underarter finns listade i Catalogue of Life.